# Mai Thị Tú Oanh
Mai Thị Tú Oanh (sinh ngày 20 tháng 10 năm 1966) là một nữ thẩm phán người Việt Nam. Bà có chức danh Thẩm phán Tòa án nhân dân tối cao. Bà hiện là Phó Chánh tòa Tòa Hành chính Tòa án nhân dân cấp cao tại Thành phố Hồ Chí Minh. Bà từng là Thẩm phán, Chánh án Tòa án nhân dân quận Sơn Trà, thành phố Đà Nẵng.

## Sự nghiệp
Năm 2010, bà là Chánh án Tòa án nhân dân quận Sơn Trà, thành phố Đà Nẵng.
Ngày 7 tháng 9 năm 2015, bà được bổ nhiệm chức vụ Phó Chánh tòa Tòa Hành chính Tòa án nhân dân cấp cao tại Thành phố Hồ Chí Minh.

### Một số vụ án nổi bật
Vụ đại án Huyền Như: Đây là một trong 3 đại án được quan tâm nhất ở Việt Nam vào năm 2014. bà là một trong ba thẩm phán phiên xét xử phúc thẩm từ 15/12/2014 đến 31/12/2014 cùng hai thẩm phán Phan Thanh Tùng và Quảng Đức Tuyên.